# Mézières-sous-Lavardin
Mézières-sous-Lavardin település Franciaországban, Sarthe megyében. Lakosainak száma 679 fő (2022. január 1.). Mézières-sous-Lavardin Vernie, Sainte-Sabine-sur-Longève, Le Tronchet, Assé-le-Riboul, Conlie, Domfront-en-Champagne, Neuvillalais és Saint-Jean-d’Assé községekkel határos.

## Népesség
A település népességének változása:
| Lakosok száma | 711  | 710  | 708  | 695  | 692  | 689  | 686  | 682  | 679  |
|               | 2013 | 2015 | 2016 | 2017 | 2018 | 2019 | 2020 | 2021 | 2022 |